# 小天村
小天村（おあまむら）は、熊本県の北部、玉名郡にかつてあった村。

## 歴史
- 1889年4月1日 - 一村単独村政により成立。
- 1954年10月1日 - 玉水村と合併し天水村となる。

## 学校
- 小天村立小天小学校
- 小天村立小天東小学校（2020年3月閉校）
- 玉名郡小天村・玉水村組合立天水中学校